# Москаленко, Николай Тихонович
Никола́й Ти́хонович Москале́нко (1 января 1949, п. Горагорский, Горагорский район, Грозненская область — 26 ноября 2004, Липецк) — советский космонавт и лётчик-испытатель 2 класса. Опыта полёта в космос не имел.

## Биография
Николай Тихонович Москаленко родился 1 января 1949 года в посёлке Горагорский Горагорского района Грозненской области (сейчас село Горагорск принадлежит Надтеречному району Чеченской республики). В 1966 году Николай окончил 10 классов поселковой средней школы, после чего поступил в Ейское высшее военное авиационное училище лётчиков имени Владимира Михайловича Комарова, которое окончил в 1970 году.
С 3 июля 1970 года служил лётчиком, а с 5 ноября 1972 года — старшим лётчиком 20-го гвардейского авиационного полка истребителей-бомбардировщиков (125-я авиационная дивизия истребителей бомбардировщиков 71-го истребительного авиационного корпуса). С 12 января 1976 года Николай служил старшим лётчиком в 523-м авиационном полку истребителей-бомбардировщиков 303-й истребительной авиационной дивизии.

### Космическая подготовка
23 августа 1976 года Николай Москаленко приказом Главкомандующего ВВС № 686 был зачислен в отряд космонавтов ЦПК ВВС в составе 6-го набора космонавтов ЦПК ВВС на должность слушателя-космонавта. Лётчики этого набора набирались для подготовки по программе «Буран», в связи с чем сразу после зачисления в отряд, в период с сентября 1976 по июль 1977 года все кандидаты проходили подготовку в качестве слушателей 267-го Центра испытания авиационной техники и подготовки лётчиков-испытателей при 8-м Государственном научно-исследовательском институте имени В. П. Чкалова в Ахтубинске (Астраханская область), по окончании которой они получили квалификацию «лётчик-испытатель».
С октября 1977 года по сентябрь 1978 года Николай проходил общекосмическую подготовку в Центре подготовки космонавтов имени Ю. А. Гагарина, по окончании которой получил квалификацию «космонавт-испытатель». 30 января 1979 года Москаленко был назначен на должность космонавта ЦПК ВВС. В период с февраля 1979 года по июнь 1981 года Николай проходил дополнительную подготовку в ГНИИ ВВС имени В. П. Чкалова по программе лётчика-испытателя 2-го класса. С 1981 по 1984 годы Николай проходил подготовку в группе по программе «Буран».
С 1 сентября 1984 года по август 1985 года Москаленко вместе с Анатолием Соловьёвым и Александром Серебровым проходил подготовку в качестве космонавта-исследователя резервного (третьего) экипажа «Союза Т-14» по программе 5-й основной экспедиции на долговременную орбитальную станцию «Салют-7». 30 июня 1986 года Николай Москаленко был отчислен из отряда космонавтов в связи с ужесточением медицинских требований.

### Дальнейшая служба
После ухода из отряда космонавтов Николай служил лётчиком-испытателем, а с 24 января 1988 года — старшим лётчиком-испытателем испытательного авиационного звена на МиГ-21 в ГКНИИ ВВС Приволжского военного округа. 2 июня 1990 года в связи с сокращением Вооружённых Сил СССР Николай Москаленко был уволен в запас (приказ Главкомандующего ВВС № 0706).
После увольнения из армии Николай Москаленко проживал и работал в Липецке, где после тяжёлой и продолжительной болезни скончался на 56-м году жизни 26 ноября 2004 года.